# Liste der Fördertürme im Ruhrbergbau

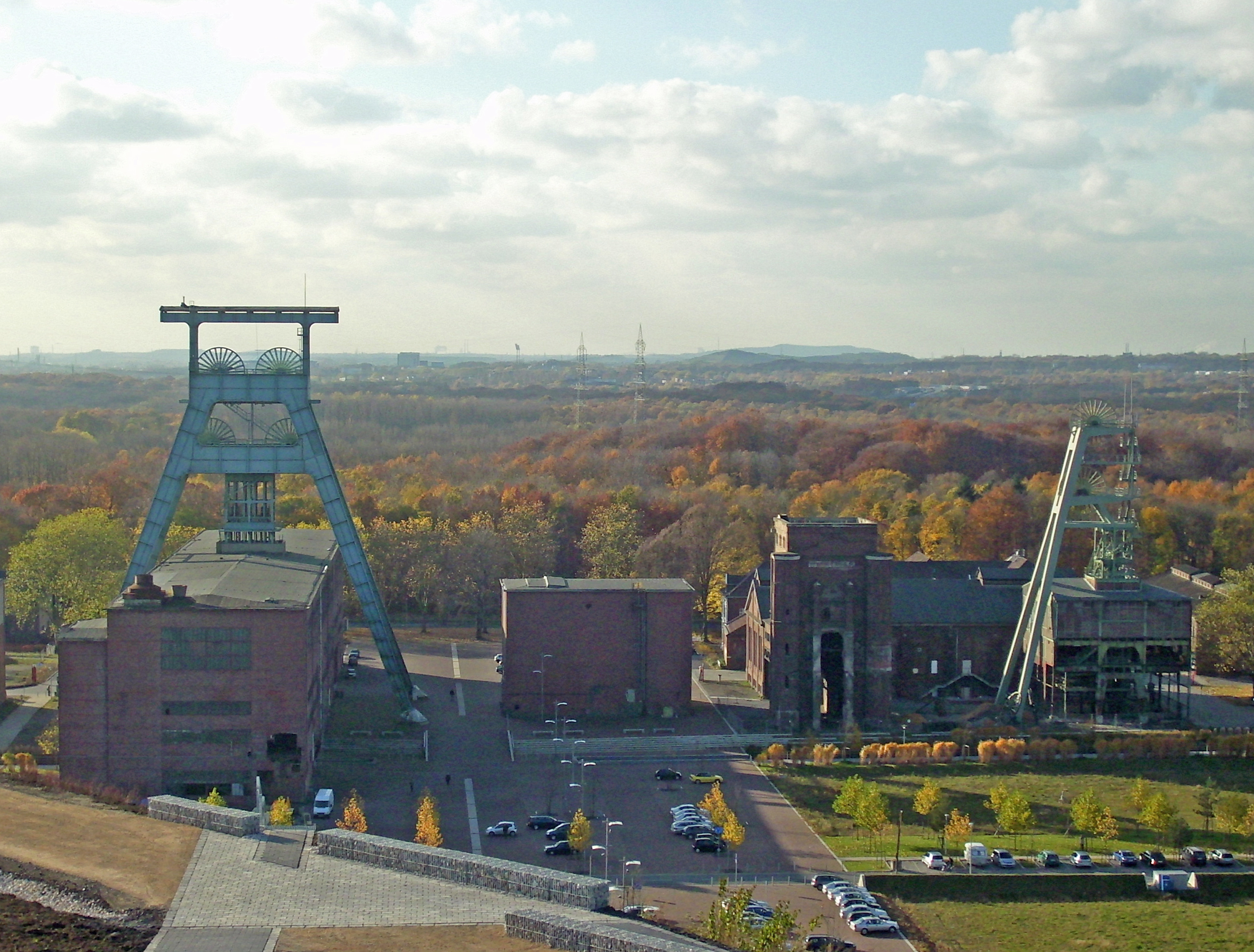
Ensemble von drei Fördertürmen in Herten, Zeche Ewald:Ein „Doppelbock“, ein Malakow-Turm und ein Stahlkastenfördergerüst

Die Liste der Fördertürme im Ruhrbergbau enthält eine Auswahl der Fördergerüste und Fördertürme, die aus den Zeiten des Ruhrbergbaus noch existieren oder existiert haben.
Früher prägte ihre Präsenz das Stadtbild in den Kommunen des Ruhrgebiets. Ihre Gesamtzahl über die Jahrzehnte dürfte nicht zu ermitteln sein, die 1.000 aber weit überschreiten. Da mit dem Ende des Steinkohlenbergbaus ihr Nutzen als Teil der Betriebsanlage in der Regel verloren ging, ist die Mehrzahl abgebrochen worden. Dieser Prozess läuft weiter fort. Seit dem Jahr 2010 sind 18 Schachtbauwerke abgebrochen worden.
Heute erfüllen die verbliebenen Fördertürme in der Regel eine Funktion als Industriedenkmal und Landmarke. Es sind (Stand März 2025) noch 102 Fördertürme vorhanden. Die Mehrheit ist als Denkmal eingetragen, nur um die 25 Stück stehen als aktives Betriebsgebäude oder aus anderen Gründen nicht unter Denkmalschutz.

## Fördertürme im Ruhrbergbau

### Förderturm oder Fördergerüst
Zu unterscheiden sind Fördergerüste und Fördertürme: Allgemein verbreitet sind Fördergerüste mit ihren typisch von der Seite kommenden Stahlseilen einer extern angeordneten Maschinenwarte. Über eine Seilscheibe wird das Stahlseil senkrecht in den Schacht geleitet. Fördertürme haben die Fördermaschine genau oberhalb des Schachtes im Turm montiert; das Stahlseil wird nicht umgelenkt. Wegen der häufigeren Verwendung des Begriffs Förderturm (selbst teilweise bei Denkmalschutzbegründungen) wird dieser hier auch verwendet.
In vielen Fällen wurden Strebengerüste gebaut, oft wurden ihre jeweiligen Typen auch im Ruhrbergbau entwickelt. Die Ausführung als ein Zweistrebengerüst, auch Doppelstrebengerüst, ist eine sehr markante Bauweise. Sie wird umgangssprachlich auch als Doppelbock bezeichnet. Auch wenn sie seltener verwendet wurde als die einfache Bauweise, wird diese Art oft als typisches Symbol für das Ruhrgebiet wahrgenommen.
Eine besondere Form der Fördertürme ist der gemauerte Malakow-Turm, welcher Verwendung in den 1850er bis 1870er fand. Von den ehemals mehr als 130 Malakow-Türmen im Ruhrgebiet sind heute noch 14 Exemplare erhalten, wovon alle denkmalgeschützt sind. Alle Bauwerke sind als Schachttürme ausgeführt, allerdings werden nur zwölf von ihnen unstrittig als Malakow-Türme im engeren Sinne angesehen.

### Historische Bedeutung und technische Weiterentwicklung
Das Gerüst zur Einfahrt in das Bergwerk war nach dem schrittweisen Umstieg von dem Graben in Pingen und dem Betrieb von Stollen zur Schachtförderung notwendig. Dies geschah im Ruhrbergbau Ende des 18. und zum Beginn des 19. Jahrhunderts. Einfache Gerüste aus dem Beginn des Förderns mit einem Schacht sind unter anderem Handhaspel, Dreibäume, (Pferde-)Göpel (um 1785) und einfache Fördergerüste, wie sie auf dem Bergbauwanderweg Muttental in Witten als Nachbau zu finden.
Um 1800 musste zum Tiefbau übergegangen werden, da die Kohleschichten im Ruhrgebiet nach Norden hin immer tiefer abfallen. Dabei gab es mehrere Probleme. Mit zunehmender Tiefe (Teufe) steigt die Belastung auf das Fördergerüst, bedingt durch das Gewicht von Seil und Förderkorb. Weiterhin wurde mehr Kraft benötigt, um die Kohle zu fördern. Ein weiteres wichtiges Problem war das einlaufende Grundwasser in die Bergwerke. Nachdem die Zechen tiefer lagen als die Ruhr (siehe Erbstollen) musste dies mechanisch abgepumpt werden. Erst mit der Einführung der Dampfmaschinen in den Ruhrbergbau konnten diese beiden Probleme teilweise gelöst werden. Die erste Dampfmaschine für das Abpumpen von Grubenwässern wurde auf der Zeche Vollmond im Jahr 1802 eingesetzt ((Bochum-) Werne), die erste Maschine zur Förderung ab 1809 auf der Zeche Vereinigte Sälzer & Neuack in Essen. Dort wurden auch 1835 die ersten Drahtseile in der Schachtförderung eingesetzt, welche die Sicherheit erhöhten, aber auch das zu fördernde Gewicht.
Die höheren Antriebskräfte und der längere Hebelarm zur Lagerung der Seilscheibe erhöhten ebenfalls die auf das Schachtgerüst wirkenden Kräfte. Das zunehmende Gewicht und die mechanische Belastung überstiegen die Tragfähigkeit von Holzfördertürmen, auch die Fördergerüste aus einfachen Gusseisen konnten die Zugkräfte bald nicht mehr auffangen. Daher ging man ab 1850 zum Bau von Türmen mit massiven Strebepfeilern über (die Malakow-Turm). Anfangs waren die starken Mauern und das entsprechende Eigengewicht der Malakowtürme ausreichend, um die Kräfte aufzunehmen. Zum Ende des 19. Jahrhunderts wurden Seilscheibengerüste in die Türme eingebaut oder nachgerüstet. Die Strebenkonstruktion nimmt die Kräfte auf, die in Richtung der Kraft aus der Achse der Fördermaschine – Seilscheiben und der Gewichtskraft der im Schacht hängenden Förderkörbe resultieren. Diese technologischen Fortschritte ermöglichten es den Bergwerken, in immer größere Tiefen vorzudringen und die Kohleförderung im Ruhrgebiet erheblich zu steigern.
Seit der Zeit um 1870 kamen mehr und mehr frei stehende Stahlkonstruktionen als Strebengerüste in Gebrauch. Die Ersten waren bei den Zechen Barillon in Herne und Graf Beust in Essen in Betrieb. Ein deutlicher weiterer Fortschritt war die 1877 erstmals umgesetzte Treibscheibenförderung, der sogenannten Koepe-Förderung, bei der Zeche Hannover in (Bochum-) Hordel. Dort wurde 1888 auf Schacht II auch erstmals die Turmförderung eingesetzt.
Im 20. Jahrhundert prägten die Fördergerüste die Industrieregion des Ruhrgebiets. Hier wurden vornehmlich Tomson-Böcke, Strebengerüste (Bauart Zschetzsche ab 1899 und Bauart Klönne ab 1903) und Doppelstrebengerüste (oft als Doppelbock bezeichnet) errichtet. Durch die rasante Entwicklung und die steigenden Anforderungen kam es so zu ständigen Weiterentwicklungen, bis hin zu Konstruktionen aus Stahlbeton. Weiterhin wurde die Fördertechnik auch immer verbessert, welches sich auch auf die Architektur und das Aussehen der Fördergerüste auswirkte. Im Jahr 1947 gab es die erste Vierseilförderung auf der schon erwähnten Zeche Hannover. Bei der Zeche Kaiserstuhl wurde ab 1954 die erste Turmfördermaschine mit Drehstromantrieb, Zweiseilförderung und automatischer Steuerung in Betrieb genommen, ab 1955 dann die erste vollautomatische Fördermaschine auf dem Bergwerk Pattberg.
Zuallererst war der Förderturm ein notwendiges Betriebsgerät. Nur bei einigen der Fördergerüste wurde auch beim Bau Wert auf einen architektonischen Eindruck gelegt. Das bekannteste Zechenensemble, auf welches das zutraf, ist die denkmalgeschützte und als Welterbe verzeichnete Zeche Zollverein in Essen. Das dort auf Schacht XII gebaute Gerüst des „Doppelbock“ prägt, ebenso wie der Förderturm des Deutschen Bergbau-Museum, das Bild, welches viele Menschen von einem Förderturm haben, auch wenn diese Art nicht die häufig eingesetzte war und unter 10 % der erhaltenen Gerüste ausmacht.
Eine genaue Anzahl, der im Ruhrgebiet im Einsatz gewesenen Fördergerüste wird sich nicht ermitteln lassen. Von den mehr als 3.300 erfassten Zechen im Ruhrbergbau werden viele keine Gerüste gehabt haben (Stollen- und Schachtbau), andere hatten aber auch mehrere Schächte (als Beispiel Zeche Zollverein 12 Stück und 11 Stück bei der Zeche Constantin der Große). Von einer Anzahl von über 2.000 Fördergerüsten kann ausgegangen werden. In der Regel wurden die Fördergerüste nach Betriebsende der Zechen in den folgenden Jahren abgerissen bzw. gesprengt, da sie nicht mehr benötigt waren. In sehr seltenen Fällen wurden Fördergerüste versetzt (Tranzloziert), teils zur Weiternutzung in einem anderen Bergwerkbetrieb, teils aus musealen Zwecken.

### Zwischen Betriebsgebäude und Industriedenkmal

#### Auslaufen des Bergbaus
Mit dem Beginn der Kohlekrise in den späten 1950er, frühen 1960er Jahren begann sich die Anzahl der Zechen und damit der Fördertürme zu reduzieren. Im Jahr 1998 gab es dann nur noch elf Zechen im Ruhrgebiet, welche Steinkohle förderten, sowie das Salzbergwerk in Rheinsberg.
Einige wenige Fördergerüste wurden auf rund 15 Schächten noch zur Wasserhaltung erhalten und betrieben. Dabei wurden meist zwei Schächte frei gehalten, eine zum Abpumpen der Grubenwässer, eine als Wartungs- und Rettungsschacht. Aber auch schon dabei wurden ehemals große markante Fördertürme durch kleinere Betriebsgerüste ersetzt. Mit dem Ende des Steinkohlenbergbau wird die alte zentrale Wasserhaltung in ein neues Konzept umgewandelt, welches auch die Aufgabe einiger Fördergerüste als Betriebsmittel mit sich zieht. Einzelne Befahrungshapeln sind schon abgebaut (z. B. Zeche Hansa II). Der Abbruch von anderen Fördergerüsten, wie z. B. von Zeche Carolinenglück III oder Zeche Zollverein II ist nicht zu erwarten, da diese unter Denkmalschutz stehen.
Im Allgemeinen wurden aber in den 1960er bis wenigstens Ende der 1970er aufgegebene Bergbaustandorte als für die Stadtplanung tote und nicht zu nutzende Flächen angesehen. Daher wurden dann bei einer weiteren Nutzung die Betriebsgebäude abgerissen und Fördergerüste im Allgemeinen gesprengt.
Fördergerüste und Fördertürme sind aber nicht nur die markantesten Bauwerke eines Bergwerks, die das Erscheinungsbild jeder Bergwerksanlage besonders prägen, sondern auch die Skyline der durch die Kohleindustrie gewachsenen Städte.

#### Umdenken und Denkmalschutz
Auch wenn teilweise die markante Wirkung der Fördergerüste in der Landschaft dargestellt wurde, wie beim Chargesheimers Buch Im Ruhrgebiet von 1958, gab es doch kein Bewusstsein, dass auch diese Bauten erhaltenswert sind. Es galten in der Regel nur Burgen, Kirchen und Schlösser als denkmalwürdige Bausubstanz.
Eine der Ersten, die sich mit den Fördergerüsten nicht nur technisch, sondern auch künstlerisch und über ihre Wirkung auseinandersetzten, war das Künsterehepaar Bernd und Hilla Becher. Bernd Becher hatte in seiner Heimat im Siegerland in den 1960er angefangen, die verschwindende Erz-Industrie fotografisch festzuhalten. Ihre Arbeiten wurden später auch in den Büchern Fördertürme, Zeche Concordia und Zeche Hannover veröffentlicht. Die Bechers setzten sich auch für die Initiative von Hans P. Koellmann ein, dass 1969 die Maschinenhalle der Zeche Zollern II nicht wie geplant abgerissen wird. Es wurde in der Folge als erstes Industriebauwerk in Deutschland unter Denkmalschutz gestellt, die Betreuung erfolgte zuerst von dem Deutschen Bergbaumuseum. In der Folgezeit wurden sogar die bereits abgerissenen Fördergerüste durch zwei baugleiche Gerüste von Zechen, die geschlossen wurden, ersetzt.
Frühe Publikationen zu dem Denkmalwert von Industrieanlagen und der dazugehörigen Fördergerüste und Fördertürme waren das Buch F. Schupp, M. Kremmer, Bergbauarchitektur 1919–1974 des Landeskonservator des Rheinlandes Wilhelm Busch von 1980, sowie für den westfälischen Teil des Ruhrgebiets die Publikation Der Bergbau im Ruhrgebiet – Überlegungen zur Erhaltung seiner Denkmäler des Landschaftsverbands Westfalen-Lippe von 1986.
Weitere Initiatoren des Bedeutungswandels und des damit einhergehenden Gespür für die Industriekultur waren der NRW-Minister Christoph Zöpel, der von 1980 bis 1990 in der Position unter anderem für Stadtentwicklung tätig war, und der Geograph und Städteplaner Karl Ganser, welcher Chef der Internationale Bauausstellung Emscher Park (IBA Emscher Park) von 1989 bis 1999 war. In diesem Zeitrahmen fiel auch die Bundesgartenschau von 1997 im Gelsenkirchener Nordsternpark. Es war die erste Bundesgartenschau auf einer ehemaligen Industriefläche, und die beiden Fördertürme der Zeche Nordstern waren ein Teil des Parks. Ohne diese beiden Ausstellungen wäre höchstwahrscheinlich eine Bewerbung für Essen und das Ruhrgebiet zur Kulturhauptstadt Ruhr.2010 nicht erfolgreich gewesen, oder auch erst gar nicht erfolgt.

#### Regionaler Bezugspunkt und folkloristische Landmarke

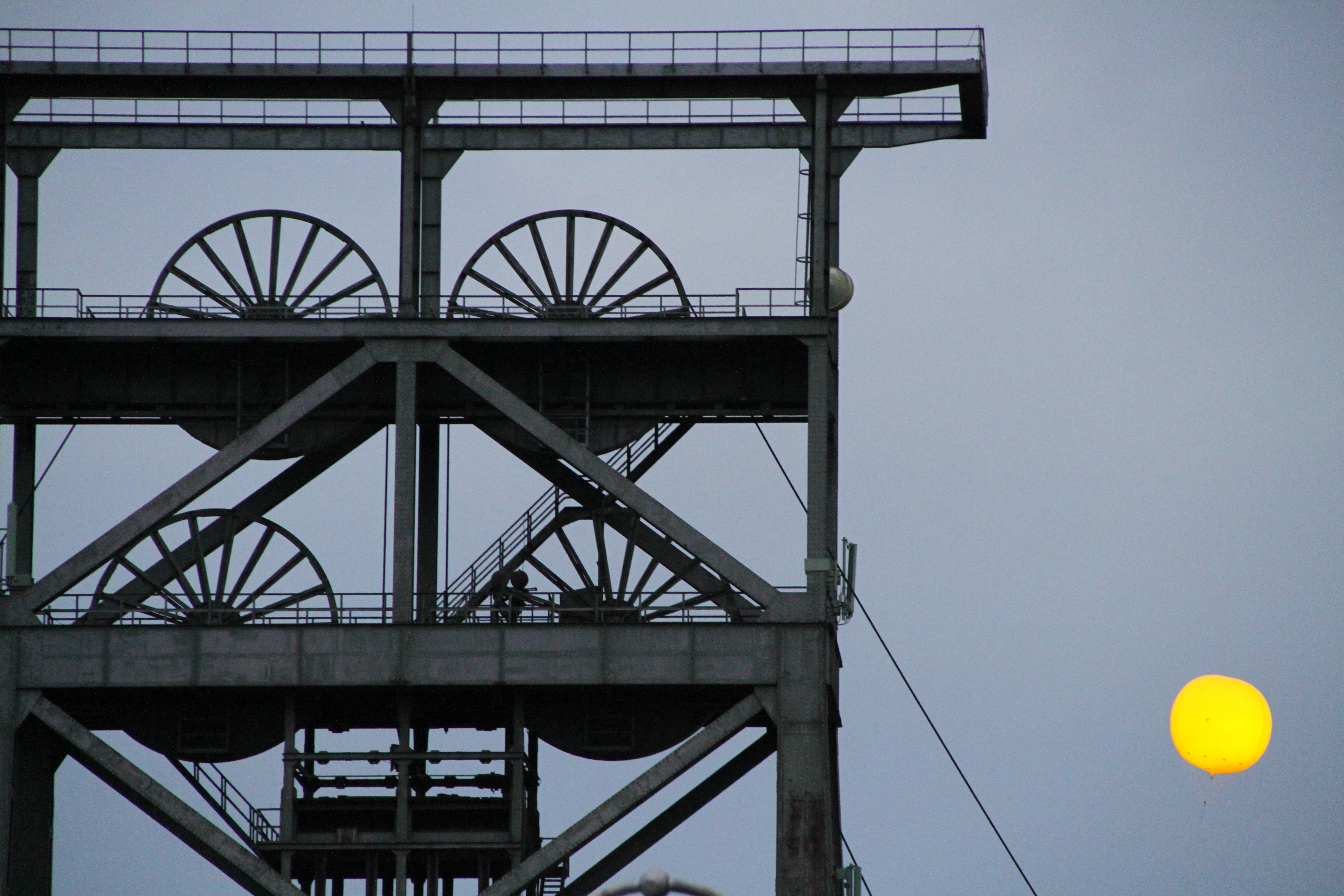
Fördergerüst der Zeche Gneisenau, Dortmund, mit einem Ballon der Aktion Schachtzeichen, 2010

Schon in den 2000er Jahren gab es lokale Bürgerinitiativen, welche das Andenken an den Bergbau durch die Rettung der von Abbruch bedrohten Türme bewahren wollten. Teils konnten sie einen Abbruch nicht verhindern (Zeche Lohberg, Schacht I, Dinslaken), teils konnte die Anlage gerettet werden (Zeche Hugo, Schacht II, Gelsenkirchen). Ein Beispiel, wie teils emotionsgeladen in diesem Fall die Diskussionen geführt werden, war der eventuell geplante Abriss des Fördergerüsts Holland IV in Bochum-Wattenscheid.
Während des Kulturhauptstadtjahrs 2010 war eines der Leitprojekte die Aktion SchachtZeichen. Dabei wurden im ganzen Ruhrgebiet an 311 den meist ehemaligen Kohleschächte gelbe Heliumballone steigen gelassen. Es sollte im Themenfeld „Mythos Ruhr begreifen“ den Strukturwandel sichtbar und erfahrbar machen.
War das Ruhrgebiet und der Bergbau nach dem Wiederaufbau bzw. in der Niedergangsphase eher verpönt, wird das lokale industrielle Erben als identitätsstiftendes Merkmal genutzt, zu dem auch die Abbildung von Fördergerüsten gehört, vergleichbar wie der Fernsehturm in Berlin oder der Kölner Dom. Dabei wird oft das Doppelstrebgerüst herangezogen, auch wenn es nicht die meistverbreitete Variante war. So wird auch oft das Doppelgerüst des Deutschen Bergbau-Museums kopiert, obwohl durch die fehlenden zwei unteren Seilscheiben so nicht betriebsfähig wäre (siehe Autobahnraststätte Beverbach). Ohne das sehr detaillierte technische Wissen zu haben, wird es bei Imbiss-Buden, Dekoration des Gartens oder auf T-Shirts verwendet.
Im Gegensatz dazu ist in anderen ehemaligen Regionen, die von der Steinkohle geprägt waren, wie das Ibbenbürener Revier und dem Saarland Fördergerüste und Bergbaukultur kaum als offensichtliche lokale Kultur und Identifikationsmerkmal vorhanden.

## Erhaltene Fördertürme und Schachtgerüste
Die Reihenfolge richtete sich nach der (heutigen) Stadt des Standortes. Bei den technischen Daten ist die Quelle in der letzten Spalte angegeben.
| Bild                                                                                                | Bergwerk                                 | Ort                                                                               | Art                                       | Beschreibung | Höhe                              | Bau / Beginn Förderung                 | Ende                                                   | max. Teufe | Denkmal                      | Datum         | Quelle                      |
| --------------------------------------------------------------------------------------------------- | ---------------------------------------- | --------------------------------------------------------------------------------- | ----------------------------------------- | --- | --------------------------------- | -------------------------------------- | ------------------------------------------------------ | ---------- | ---------------------------- | ------------- | --------------------------- |
| Zeche Westfalen, Schacht I, Ahlen                                                                   | Zeche Westfalen Schacht I                | Ahlen Zeche Westfalen 10 51° 45′ 0″ N, 7° 55′ 0″ O                                | Strebengerüst (Zschetzsche)               | Mit den Nachbarturm und den Fördergerüsten der Zeche Sterkrade Schacht I und Carolinenglück Schacht III einer von vier erhaltenen Gerüsten der Bauart Zschetzsche im Ruhrbergbau. Es fehlt der Gerüstkopf. Der als erhaltenswerte Landmarke bezeichnete Turm wird nachts illuminiert. |                                   | 1913                                   | 2000                                                   | 1087 m     | A 224                        | 29. Juni 2012 | [ 9 ] [ 10 ]                |
| Zeche Westfalen, Schacht II, Ahlen                                                                  | Zeche Westfalen Schacht II               | Ahlen Zeche Westfalen 14 51° 44′ 57″ N, 7° 55′ 0″ O                               | Strebengerüst (Zschetzsche)               | Mit den Nachbarturm und den Fördergerüsten der Zeche Sterkrade Schacht I und Carolinenglück Schacht III einer von vier erhaltenen Gerüsten der Bauart Zschetzsche im Ruhrbergbau. Es fehlt der Gerüstkopf. Der als erhaltenswerte Landmarke bezeichnete Turm wird nachts illuminiert. |                                   | 1913                                   | 2000                                                   | 1234 m     | A 224                        | 29. Juni 2012 | [ 11 ]                      |
| Teufgerüst, Bergbauprojekt Donar, Ascheberg                                                         | Bergbauprojekt Donar                     | Ascheberg 51° 43′ 59″ N, 7° 44′ 6″ O                                              | Teufgerüst                                | Auch Radbod VI. Der Schacht war der siebttiefste Schacht im Ruhrbergbau. Der Förderturm hat im Rahmen eines Kunstprojektes im April 2024 eine kleine pinke Krone bekommen. Der Name des Projekts ist Schach(t)Matt, und soll mit dem Wortspiel auch an einen einsamen König auf einen leeren Schachbrett erinnern. |                                   | 1987 erreicht der Schacht die Endteufe | 1990                                                   | 1350 m     | nein                         |               | [ 14 ]                      |
| Zeche Monopol, Schacht 2                                                                            | Zeche Monopol Schacht Grimberg II        | Bergkamen Rathenaustraße 51° 37′ 16″ N, 7° 37′ 59″ O                              | Einstrebenkastenprofil (Viergeschossig)   | Die Bauweise als Stahlkastenstrebegerüst ist einmalig. Besonders auffällig sind die vier übereinander angeordneten Seilscheiben. | 73 m                              | 1980                                   |                                                        | 1066       | BK9                          | 25. Jan. 2011 | [ 15 ] [ 16 ] [ 17 ]        |
| Fördergerüst des Deutschen Bergbau-Museum                                                           | Deutsches Bergbau-Museum                 | Bochum Am Bergbaumuseum 28 51° 29′ 20″ N, 7° 13′ 1″ O                             | Doppelstrebengerüst                       | Das Museumsgebäude wurde erbaut von dem Industriearchitekten Fritz Schupp in den 1930er Jahren. Der Förderturm stand ab 1944 bei der Zeche Germania, Schacht V, in Dortmund. Der Entwurf des Turms stammt von Fritz Schupp und Martin Kremmer, welche ebenfalls die Zeche Zollverein entwarfen. Nach der Schließung der Zeche 1971 wurde der Turm nach Bochum transpotiert und wieder aufgebaut. Für die Aussichtsplattform wurden die unteren Seilscheiben nicht wieder eingebaut. Technisch wäre der Turm ohne diese Scheiben nicht betriebsfähig. Es ist das größte Exponat des Bergbau-Museum, und wurde bei der ersten Unterschutzstellung 1995 explizit nicht erfasst. Das Gerüst wurde in einer Denkmalfortschreibung 2023 mit erfasst. Es ist eines der bedeutendsten Wahrzeichen der Stadt. | 71,40 m                           | 1944 / 1973–1975                       | 1971 bei Germania                                      | 20 m       | A 354                        | 19. Dez. 2023 | [ 20 ]                      |
| Malakow-Turm, Zeche Carolinenglück, Schacht II                                                      | Zeche Carolinenglück Schacht II          | Bochum-Hamme Georgstraße 51° 29′ 36″ N, 7° 10′ 49″ O                              | Malakow-Turm                              | Je nach Definition der älteste erhaltene Malakow-Turm im Ruhrgebiet. Da die typische Mauerwerkkonstruktion fehlt ist die Zuordnung teilweise strittig (siehe Zeche Carl). Im oberen Teil gekürzt. |                                   | 1850                                   | 1946                                                   | 250 m      | nein                         |               | [ 23 ]                      |
| Zeche Carolinenglück, Schacht III                                                                   | Zeche Carolinenglück Schacht III         | Bochum-Hamme Georgstraße 51° 29′ 35″ N, 7° 10′ 51″ O                              | Strebengerüst (Zschetzsche)               | Neben Fördergerüst der Zeche Sterkrade Schacht I in Oberhausen das einzige im Ruhrgebiet erhaltene Gerüst der Bauart Zschetzsche. Zwei weitere Gerüste des Ruhrbergbau gibt es in Ahlen auf der Zeche Westfalen. Laut Denkmalbegründung „... besitzt das Fördergerüst als ruhrgebietstypisches Monument neben seiner Bedeutung für die technikgeschichtliche Entwicklung, einen ganz besonderen stellenwert als Wahrzeichen und Identifikationsmerkmal des Ortes“. War bis in die 2020er ein Teil der Wasserhaltung im Ruhrgebiet. |                                   | 1912                                   | 1964                                                   | 1076 m     | A 462                        | 24. Juni 1998 | [ 25 ] [ 26 ]               |
| Zeche Hannover                                                                                      | Zeche Hannover Schacht I                 | Bochum-Hordel Günnigfelder Straße 51° 30′ 17″ N, 7° 9′ 54″ O                      | Malakow-Turm                              | Die Anlage hatte vormals zwei Malakow-Türme. Nebengebäude enthält Dampfmaschine mit Treibscheibenförderung von 1893. Die Fördermaschine wurde restauriert und kann mit einem Elektromotor in Gang gesetzt werden. Sie ist die älteste am Originalstandort erhaltene Dampfmaschine des Steinkohlenbergbaus im Ruhrgebiet. Der Turm ist begehbar. Teil der acht LWL-Museen für Industriekultur des Landschaftsverbandes Westfalen-Lippe. |                                   | 1863 / 1878                            | 1973                                                   | 739 m      | A 039                        | 17. Apr. 1989 | [ 27 ] [ 28 ]               |
| | Zeche Friedlicher Nachbar                | Bochum-Linden Deimketal 28 51° 25′ 34″ N, 7° 10′ 42″ O                            | Betriebsgerüst                            | Arbeitsschacht, Teil der Wasserhaltung im Ruhrgebiet, Bereich Ruhr. Im Durchschnitt pumpt die RAG hier 6,6 Millionen Kubikmeter Wasser im Jahr ab. |                                   |                                        | aktiv                                                  | 789 m      | nein                         |               | [ 30 ]                      |
| Zeche Brockhauser Tiefbau                                                                           | Zeche Brockhauser Tiefbau                | Bochum-Sundern Am Bliestollen 51° 25′ 52″ N, 7° 12′ 17″ O                         | Malakow-Turm                              | Das Mauerwerk besteht aus Bruchstein, die Mauerecken aus Quadern von Ruhrsandstein-Mauerung. Es ist der einzige erhaltene dieser Bauart, und nimmt damit in der Reihe der Malakow-Türme einen besonderen Platz ein. 2015 wurde auf Initiative des Knappenvereins Schlägel & Eisen Bochum Stiepel-Dorf 1884 in Kooperation mit dem Stiepeler Verein für Heimatforschung das Dach erneuert. |                                   | 1874                                   | 1912                                                   | 150 m      | A 020                        | 7. Apr. 1989  | [ 32 ] [ 33 ]               |
| Zeche Holland IV                                                                                    | Zeche Holland Schacht IV                 | Bochum-Wattenscheid Emil-Weitz-Straße 51° 29′ 1″ N, 7° 7′ 35″ O                   | Strebengerüst (Promnitz 1)                | Das Fördergerüst stand vormals auf Zeche Zollverein. Es wurde, je nach Quelle 1932 oder 1950er versetzt. Als Fördergerüst der Zeche Holland 1973 still gelegt. In Verbund mit Zeche Zollverein wurde der letzte Kohlewagen 1983 gefördert. Seit 1976 zur zentralen Wasserhaltung genutzt, bis 1988, danach wurde der Schacht verfüllt. Das Schild stammt von dem 1976 abgebrochenen Gerüst über Schacht VI. |                                   | 1927                                   | 1983                                                   | 1039 m     | A 051                        | 17. Apr. 1989 | [ 35 ] [ 36 ]               |
| Zeche Robert Müser                                                                                  | Zeche Robert Müser Schacht Arnold        | Bochum-Werne Brandwacht 77a 51° 29′ 13″ N, 7° 17′ 59″ O                           | Strebengerüst Vollwandbauweise (Döhren 1) | Vollwandiges deutsches Strebengerüst, Schacht Arnold. Erste Verwendung des Modell von Johannes Dörnen. Als Weiterentwicklung der Bauart Klönne „…unterscheidet es sich durch vollwandige ausgeführte Strebe, deren Beine durch ein K-Fachwerk ausgesteift sind, sowie durch eine feste Verbindung von Schachtträger und Führungsgerüst. … wurde alsbald zum Vorbild der modernen deutschen Strebgerüste. … Aufgrund seiner Vorreiterfunktion ist es von besonderer Bedeutung für den modernen Fördergerüstbau.“ Zentralförderschacht der Zeche. War bis 2024 ein Teil der Wasserhaltung im Ruhrgebiet. Die Aufgabe soll nun Schacht Gustav übernehmen. Arnold wird als Sicherungsstandort vorgehalten. Das Gerüst wurde 2024 saniert.                                                                |                                   | 1928                                   |                                                        | 760 m      | A 154                        | 31. Aug. 1990 | [ 36 ]                      |
| Zeche Robert Müser, Schacht Gustav, Bochum                                                          | Zeche Robert Müser Schacht Gustav        | Bochum-Werne Von-Waldthausen-Straße 51° 29′ 9″ N, 7° 17′ 57″ O                    | Betriebsgerüst                            | Arbeitsschacht, ein Teil der Wasserhaltung im Ruhrgebiet, Bereich Ruhr. Wasser wird von −445 m NHN gehoben und über den Oelbach in die Ruhr geleitet. |                                   |                                        | aktiv                                                  | 570 m      | nein                         |               | [ 39 ]                      |
| Zeche Julius-Philipp                                                                                | Zeche Julius-Philipp                     | Bochum-Wiemelhausen Markstraße 258 A 51° 26′ 56″ N, 7° 14′ 8″ O                   | Malakow-Turm                              | Die Zeche wurde nach den Bergmeister Julius Philipp Heintzmann benann. Ausgeführt als gründerzeitlicher Backsteinturm. Die Förderung ging bis 1908, seitdem Nutzung zur Seilfahrt und als Wetterschacht. Um den geplanten Abbruch des Turms entbrannte in den 1960er eine größere Diskussion, der Plan konnte durch das bereits vorhandene Bewusstsein für das industrielle Erbe abgewendet werden. Erste Restaurierungsarbeiten im Jahr 1971. Seit 1990 Ort der Medizinhistorische Sammlung der Ruhr-Universität Bochum. |                                   | 1877                                   | 1908 / 1960                                            | 670 m      | A 004                        | 7. Juli 1987  | [ 40 ] [ 41 ]               |
| Zeche Königsborn, Schacht IV, Bönen                                                                 | Zeche Königsborn Schacht IV              | Bönen Alfred-Fischer-Platz 1 (ehemals Zechenstraße) 51° 35′ 29″ N, 7° 45′ 1″ O    | Turmförderung                             | Der Förderturm wurde 1928 durch die Klöckner-Werke nach Plänen des Architekten Alfred Fischer errichtet. Seit 2000 leuchtet an diesem Turm die Lichtkunstinstallation „Yellow Marker“ des Künstlers Mischa Kuball. Sie wird auch „Ostpol“ genannt, als symbolische Markierung der Ostgrenze des Ruhrgebiets. Ursprünglich gab es rund 80 km entfernt bei den auffallenden, kubischen Förderturm von Schachtanlage Rossenray in Kamp-Lintfort mit dem „Westpol“ ein Gegenstück. Der Turm kann bis zu einer Aussichtsplattform auf 55 Meter begangen werden. | Aussichtplattform bei 55 m        | 1928                                   | 1981                                                   | 1006 m     | A 63                         | 27. Feb. 1990 | [ 44 ]                      |
| Malakow-Turm, Zeche Prosper-Haniel, Schacht II, Bottrop                                             | Zeche Prosper Haniel Schacht Prosper II  | Bottrop Knappenstraße 34 51° 31′ 9″ N, 6° 57′ 35″ O                               | Malakow-Turm mit Strebengerüst (Döhren 2) | Einzigarte erhaltene Konstruktion von Malakow-Turm und Fördergerüst im Ruhrbergbau. Malakow-Türme wurden durch die immer tiefer angelegten Fördertiefen bald unwirtschaftlich gegenüber den eiseren Fördergerüsten. Aus Kostengründen wurden die Malakow-Türme als Fundament genutzt, hier wurde 1896 in Fachbauweise ein stählernes Gerüst aufgesetzt, welches aber nicht erhalten ist. An seiner Stelle wurde um 1933/34 das heutige Strebengerüst in Vollwandbauweise eingerichtet. Der Malakow-Turm steht seit 1984 unter Denkmalschutz, das Gerüst folgte drei Jahre später. Der Turm hat eine begebare Aussichtplattform. Er ist Eigentum der „Stiftung Industriedenkmalpflege und Geschichtskultur“.                                                                                          | 30 m                              | 1875                                   | 1987                                                   | 813 m      | A 27                         | 1. Aug. 1988  | [ 45 ] [ 46 ] [ 47 ]        |
| Zeche Prosper-Haniel, Prosper IV, Schacht IX                                                        | Zeche Prosper V Schacht IX               | Bottrop-Kirchhellen Fernewaldstraße 51° 34′ 1″ N, 6° 54′ 22″ O                    |                                           | |                                   | 1960                                   | 2018                                                   | 1013 m     | nein                         |               | [ 48 ]                      |
| Zeche Prosper V, Schacht X, Bottrop                                                                 | Zeche Prosper V Schacht X                | Bottrop-Kirchhellen Alter Postweg 51° 36′ 8″ N, 6° 53′ 14″ O                      | Stahlkastenfördergerüst                   | Das Fördergerüst in der Version als Stahlkastenstreben-Gerüst. Der Schacht war der 11tiefste Schacht im Ruhrbergbau. | 46,5 m                            | 1981                                   | 2018                                                   | 1310 m     | nein                         |               | [ 50 ]                      |
| Zeche Franz Haniel, Schacht I, Bottrop                                                              | Zeche Franz Haniel Schacht I             | Bottrop-Kirchhellen Fernwaldstraße 367 51° 32′ 39″ N, 6° 52′ 51″ O                |                                           | |                                   | 1952                                   | 2021                                                   | 786 m      | ja                           | 10. Feb. 2022 | [ 51 ]                      |
| | Zeche Franz Haniel Schacht II            | Bottrop-Kirchhellen Fernwaldstraße 367 51° 32′ 40″ N, 6° 52′ 51″ O                |                                           | |                                   | 1952                                   | 2018                                                   | 1077 m     | ja                           | 10. Feb. 2022 | [ 52 ]                      |
| Zeche Erin, Schacht VII                                                                             | Zeche Erin Schacht VII                   | Castrop-Rauxel Erinstraße 51° 32′ 48″ N, 7° 18′ 17″ O                             | Strebengerüst Vollwandbauweise (Döhren 2) | Bis zur Stilllegung der zentrale Förderschacht der Zeche Erin. Das Gerüst entspricht in wesentlichen dem Gerüst der benachbarten Zeche Robert Müser in Bochum, durch die fortschreitende Entwicklung war es eines der letzten Gerüste dieser Art. Neben der Technikgeschichte kommt den Gerüst ein Stellenwert als Wahrzeichen in Stadtsilhouette zu, neben dem Kirchturm von St. Lambertus. Ende Januar 1986 wurde es als erste Fördergerüst in Westfalen unter Denkmalschutz gestellt. |                                   | 1953 / 1954                            | 1983                                                   | 715 m      | A 10                         | Jan. 1986     | [ 36 ] [ 53 ] [ 54 ] [ 55 ] |
| Zeche Erin, Schacht III                                                                             | Zeche Erin Schacht III                   | Castrop-Rauxel-Schwerin Bodelschwingher Straße 3 51° 33′ 1″ N, 7° 19′ 42″ O       | Hammerkopfturm                            | 1929 von der Zeche Westphalia, Schacht II, in Dortmund an den Standort transloziert. Der Schacht wurde 1983 stillgelegt. Es ist eine der ältesten noch vorhandenen Türme dieser Bauart. Um den Turm erinnert ein keltischer Baumkreis an den irischen Gründer der Zeche Erin, William Thomas Mulvany. |                                   | 1929                                   | 1983                                                   | 705 m      | A 11                         |               | [ 57 ]                      |
| Zeche Lohberg, Schacht II, Dinslaken                                                                | Zeche Lohberg Schacht II                 | Dinslaken-Lohberg Platz der Vielfalt 51° 34′ 55″ N, 6° 45′ 49″ O                  | Doppelstrebengerüst Vollwandbauweise      | Das 1955/1956 gebaute neue Fördergerüst für den Schacht Lohberg 2 war mit 70,5 Metern zu dieser Zeit das höchste im Revier. Architekt war Fritz Schupp. 2008 stellte die Eigentümerin den Antrag, die unter Denkmalschutz stehenden Fördergerüste über den Schächten I und II abreißen zu dürfen. Um dies zu verhindern, gründete sich Ende 2008 der Förderverein Fördertürme Bergwerk Lohberg e. V. Der Schacht ist der 12tiefste Schacht im Ruhrbergbau. | 70,5 m                            | 1953 / 1956                            | 2006                                                   | 1302 m     | Keine Angabe in Denkmalliste |               | [ 36 ] [ 59 ]               |
| Zeche Fürst Leopold, Schacht II                                                                     | Bergwerk Fürst Leopold Schacht II        | Dorsten-Hervest Fürst-Leopold-Allee 65 51° 40′ 23″ N, 6° 58′ 59″ O                | Strebengerüst (Promnitz 2)                | Laut Denkmalbegründung ein gutes Beispiel dieser Art des Fördergerüst, besonders da die Fördermaschinen von 1912 und 1915 noch erhalten sind. Saniertes Denkmal, nachts illuminiert. |                                   | 1915                                   | 2001                                                   | 1034 m     | A 100                        | 25. Mai 2004  | [ 36 ] [ 60 ]               |
| Malakow-Turm, Zeche Westhausen, Schacht I, Dortmund                                                 | Zeche Westhausen Schacht I               | Dortmund-Bodelschwingh Bodelschwingher Straße 136 51° 33′ 0″ N, 7° 22′ 30″ O      | Malakow-Turm                              | Ab 1956 Wetterschacht der Zeche Hansa | 27 m                              | 1872                                   | 1956 / 1980                                            | 865 m      | A 0088                       |               | [ 61 ]                      |
| Strebengerüst, Zeche Zollern, Schacht II, Dortmund                                                  | Zeche Zollern Schacht II                 | Dortmund-Bövinghausen Grubenweg 5 51° 31′ 4″ N, 7° 20′ 5″ O                       | Strebengerüst                             | Der Förderturm ist Museumsobjekt und Teil der originalen Förderanlage. Das Original war 1966 abgerissen worden. Diese Gerüst stammte von der 1960 stillgelegten Zeche Wilhelmine Victoria, Schacht I, in Gelsenkirchen. Teil der Zentrale der acht LWL-Museen für Industriekultur des Landschaftsverbandes Westfalen-Lippe. |                                   | 1988                                   | -                                                      | -          | A 0373                       | 27. Apr. 1990 | [ 62 ] [ 17 ]               |
| Strebgerüst, Zeche Zollern, Schacht IV, Dortmund                                                    | Zeche Zollern Schacht IV                 | Dortmund-Bövinghausen Grubenweg 5 51° 31′ 6″ N, 7° 20′ 7″ O                       | Strebengerüst                             | Der Förderturm ist Museumsobjekt und Teil der originalen Förderanlage. Das Original war etwa 1940 abgerissen worden. Diese Gerüst stammte von der 1978 stillgelegten Zeche Friedrich der Große in Herne. Das Gerüst wurde dort 1980 abgebaut und eingelagert. Teil der Zentrale der acht LWL-Museen für Industriekultur des Landschaftsverbandes Westfalen-Lippe. |                                   | 1988                                   | -                                                      | -          | A 0373                       | 27. Apr. 1990 | [ 62 ] [ 17 ]               |
| Tomsonbock, Zeche Gneisenau, Schacht II, Dortmund                                                   | Zeche Gneisenau Schacht II               | Dortmund-Derne Heringenstraße 3 51° 34′ 2″ N, 7° 31′ 25″ O                        | Tomson-Bock                               | Bei dem Fördergerüst handelt es sich um einen Tomson-Bock, benannt nach dem belgischen Konstrukteur Eugen Tomson. Er war auch Direktor der Bergwerksgesellschaft Gneisenau. Es ist das letzte erhaltene Fördergerüst dieser Art im Ruhrgebiet, und ebenfalls das älteste stählerne Fördergerüst des Ruhrbergbau. Eigentum der „Stiftung Industriedenkmalpflege und Geschichtskultur“. |                                   | 1886 / 1887                            | 1984                                                   | 383 m      | A 0004                       | 7. März 1989  | [ 65 ] [ 36 ]               |
| Doppelstrebengerüst, Zeche Gneisenau, Dortmund                                                      | Zeche Gneisenau Schacht IV               | Dortmund-Derne Derner Straße 540 51° 34′ 3″ N, 7° 31′ 32″ O                       | Turmgerüst in Doppelstrebengerüstvariante | Da hier der freie Platz gering war, wurde das Gerüst nicht abgestrebt. Es ist in der selten anzutreffenden Konstruktion als Turmgerüst in einer Doppelstrebengerüstvariante errichtet. Schacht war nach der Stilllegung Teil der Wasserhaltung im Ruhrgebiet bis 2000. Eigentum der „Stiftung Industriedenkmalpflege und Geschichtskultur“. | 58 m                              | 1933 / 1934                            | 2000                                                   | 990 m      | A 0005                       | 7. März 1989  | [ 36 ] [ 65 ]               |
| Hammerkopfförderturm der Zeche Minister Stein                                                       | Zeche Minister Stein Schacht IV          | Dortmund-Eving Deutsche Straße 5 51° 32′ 49″ N, 7° 27′ 52″ O                      | Hammerkopfturm                            | Zur Zeit der Fertigstellung war es nach dem Vorstandsvorsitzenden der Gelsenkirchener Bergbau AG Emil Kirdorf benannt. Es war der erste für zwei gleichberechtigte Förderungen ausgelegte stählerne Förderturm in Deutschland. Die Födermaschinen waren im Turm untergebracht. | 62,4 m                            | 1926                                   | 1987                                                   | 1189 m     | A 0512                       | 14. Jan. 1992 | [ 66 ]                      |
| | Zeche Fürst Hardenberg Schacht I         | Dortmund-Lindenhorst Lindener Straße 30 51° 32′ 57″ N, 7° 26′ 32″ O               | Malakow-Turm                              | Der Turm wurde um 2005 saniert. | 32 m                              | 1876                                   | 1983                                                   | 658 m      | A 0006                       | 7. März 1989  | [ 66 ] [ 67 ]               |
| Zeche Hansa, Schacht III                                                                            | Zeche Hansa Schacht III                  | Dortmund-Hucharde Hülshof 39 51° 32′ 17″ N, 7° 24′ 59″ O                          | Strebengerüst                             | Ende der 1920er wurde der ehemalige Wetterschacht der Hauptförderschacht. Die Entwürfe stammen von Fritz Schupp und Martin Kremmer. Das eingeschossige Einstrebengerüst, in Vollwandbauweise errichtet, zählt zu den frühesten Gerüsten dieser Art im Ruhrbergbau. Das noch erhaltene Fördermaschinenhaus enthält noch eine Elektro-Fördermaschine. Eigentum der „Stiftung Industriedenkmalpflege und Geschichtskultur“. |                                   | 1932                                   | 1980                                                   | 865 m      | A 1004                       | 2006          | [ 70 ]                      |
| Stahlfachwerk, Zeche Rheinpreußen, Schacht VIII, Duisburg                                           | Zeche Rheinpreußen Schacht VIII          | Duisburg-Baerl Kohlenstraße 51° 28′ 35″ N, 6° 40′ 33″ O                           | Turmförderung (Stahlfachwerk)             | Nach einem Entwurf der Architekten Fritz Schupp und Martin Kremmer. Auch Schacht Gerdt. Die Zukunft des Bauwerkes ist ungewiss. |                                   | 1955–1959                              | 1967 Einstellung der Seilfahrt                         | 573 m      | 603                          | 11. Juni 2010 | [ 71 ]                      |
| Malakow-Turm, Zeche Rheinpreußen, Schacht I, Duisburg                                               | Zeche Rheinpreußen Schacht I             | Duisburg-Homberg Baumstraße 51° 26′ 46″ N, 6° 42′ 11″ O                           | Malakow-Turm                              | Industriedenkmal |                                   | 1884 / 1876 / 1879                     | 1912 Fördereinstellung                                 | 585 m      | 67                           | 25. März 1985 | [ 72 ]                      |
| Strebenfördergerüst, Zeche Friedrich-Thyssen, Schacht VI, Duisburg                                  | Zeche Friedrich-Thyssen Schacht VI       | Duisburg Duisburger Straße 51° 29′ 40″ N, 6° 46′ 5″ O                             | Strebengerüst (Promnitz 3)                | Letzte erhaltene Teil der ehemals großen Zechenanlage. | Bühne mit Seilscheiben 35 m hoch  | 1908                                   | 1927 stillgelegt, dient als Wetterschacht              | 817 m      | 55                           | 19. März 1985 | [ 36 ] [ 73 ]               |
| Zeche Walsum, Schacht I, Duisburg                                                                   | Zeche Walsum Schacht I                   | Duisburg-Walsum Dr.-Wilhelm-Roelen-Straße 129 51° 31′ 46″ N, 6° 42′ 59″ O         | Turmgerüst, Doppelförderung               | Das Fördergerüst über Schacht I (Franz-Lenze-Schacht) ist unter Denkmalschutz. Das Turmgerüst der in den 1930er Jahren entwickelten Lenze-Mommertz-Anordnung gilt als letzte Entwicklungsstufe des Pyramidengerüstes. Ein Teil der Wasserhaltung im Ruhrgebiet. | 70 m                              | 1934–1939                              | 2008                                                   | 913 m      | 573                          | 14. Juli 2008 | [ 36 ] [ 75 ]               |
| Zeche Walsum, Schacht II, Duisburg                                                                  | Zeche Walsum Schacht II                  | Duisburg-Walsum Dr.-Wilhelm-Roelen-Straße 129 51° 31′ 45″ N, 6° 42′ 55″ O         | Turmgerüst, Doppelförderung               | Auch benannt als Schacht Wilhelm Roelen. Der Schacht II wurde bis auf die Hälfe demontiert. Ein Teil der Wasserhaltung im Ruhrgebiet. |                                   | 1934–1939                              | 2008                                                   | 913 m      | nein                         |               | [ 76 ]                      |
| | Zeche Amalie Schacht I                   | Essen-Altenessen Helenenstraße 110 51° 28′ 4″ N, 6° 59′ 7″ O                      | Strebengerüst Vollwandbauweise (Döhren 2) | Das Fördergerüst und Schachthalle stehen unter Denkmalschutz. | 48 m obere Seilscheibenbühne      | 1936                                   | 1966                                                   | 975 m      | 993                          | 17. Juni 2021 | [ 36 ] [ 77 ]               |
| Betriebsgerüst, Zeche Amalie, Schacht Marie, Essen                                                  | Zeche Amalie Schacht II                  | Essen-Altenessen Helenenstraße 110 51° 28′ 6″ N, 6° 59′ 4″ O                      | Betriebsgerüst                            | Auch als Schacht Marie benannt. |                                   |                                        | 1966                                                   | 975 m      | nein                         |               | [ 78 ]                      |
| Malakow-Turm, Zeche Carl, Schacht I                                                                 | Zeche Carl Schacht I                     | Essen-Altenessen Wilhelm-Nieswand-Allee 100 51° 29′ 46″ N, 7° 0′ 45″ O            | Malakow-Turm                              | Älteste (laut Denkmalbegründung der Stadt Essen) oder zweiälteste (Siehe Zeche Carolinenglück) Malakow-Turm im Ruhrgebiet. Ort des Veranstaltungszentrums Zeche Carl. |                                   | 1861                                   | 1970                                                   | 570 m      | ja                           | 1. Feb. 2001  | [ 80 ] [ 81 ]               |
| Förderturm Zeche Carl Funke, Schacht I                                                              | Zeche Carl Funke Schacht I               | Essen-Heising Lanfermannfähre 51° 24′ 15″ N, 7° 2′ 59″ O                          | Strebengerüst (Zweigeschossig)            | |                                   | 1926                                   | 1973                                                   | 549 m      | 335                          | 2. Sep. 1988  | [ 82 ]                      |
| Zeche Zollverein, Schacht I, Essen                                                                  | Zeche Zollverein Schacht I               | Essen-Katernberg Bullmann Aue 22 51° 29′ 24″ N, 7° 2′ 40″ O                       | Strebengerüst Vollwandbauweise (Döhren 2) | Teil des Welterbe Zeche Zollverein. |                                   | 1957/58                                | 1980                                                   | 756 m      | A 731 2                      | 20. Juni 2000 | [ 36 ] [ 83 ]               |
| Zeche Zollverein, Schacht II, Essen                                                                 | Zeche Zollverein Schacht II              | Essen-Katernberg Bullmann Aue 22 51° 29′ 24″ N, 7° 2′ 43″ O                       | Förderturm Stahlfachwerkkonstruktion      | Der Förderturm wurde 1950 bei der Zeche Friedlicher Nachbar in Bochum errichtet. Der Architekt des Turms am Originalstandort in Bochum ist ebenfalls Fritz Schupp. Umsetzung 1964 nach Zollverein. Teil des Welterbe Zeche Zollverein. |                                   | 1964                                   | 1986                                                   | 1005 m     | A 731 2                      | 20. Juni 2000 | [ 84 ]                      |
| Zeche Zollverein, Schacht X, Essen                                                                  | Zeche Zollverein Schacht X               | Essen-Katernberg Am Handwerkerpark 8–10 51° 29′ 22″ N, 7° 3′ 50″ O                | Strebengerüst (Promnitz 2)                | Teil des Welterbe Zeche Zollverein. |                                   | 1914                                   | 1932 Fördereinstellung                                 | 1150 m     | A 731 2                      | 20. Juni 2000 | [ 36 ] [ 85 ]               |
| Zeche Zollverein, Schacht XII, Essen                                                                | Zeche Zollverein Schacht XII             | Essen-Katernberg Gelsenkirchener Straße 181 51° 29′ 12″ N, 7° 2′ 39″ O            | Doppelstrebengerüst Vollwandbauweise      | Entworfen von den Industriearchitekten Fritz Schupp und Martin Kremmer. Sie schufen viele Bergwerksgebäude, Zollverein war ihr „Meisterstück“. Noch Teil der Wasserhaltung im Ruhrgebiet. Teil des Welterbe Zeche Zollverein. |                                   | 1930                                   | 1986                                                   | 1005 m     | A 731 2                      | 20. Juni 2000 | [ 36 ] [ 86 ]               |
| Strebengerüst, Zeche Bonifacius, Schacht I, Essen                                                   | Zeche Bonifacius Schacht I               | Essen-Kray Rotthauser Straße 46a 51° 28′ 26″ N, 7° 5′ 4″ O                        | Strebengerüst (Promnitz 2)                | Von den ursprünglich vier Seilscheiben sind noch zwei erhalten. Die dazu gehörige Elektrofördermaschine ist auch noch erhalten. | Höhe bis Seilscheibenbühne 34,5 m | 1906                                   | 1982                                                   | 867 m      | A 2213 6                     | 14. Feb. 1985 | [ 36 ] [ 87 ] [ 88 ]        |
| Wasserhaltung, Holthuser Tal, Essen                                                                 | Zeche Heinrich Schacht Holthuser Tal     | Essen-Überruhr Holthuser Tal 21 51° 24′ 45″ N, 7° 4′ 59″ O                        | Betriebsgerüst                            | Teil der Wasserhaltung im Ruhgebiet, Bereich Ruhr, als Sicherungsstandort. |                                   | 1952                                   | 1968                                                   | 400 m      | nein                         |               | [ 89 ]                      |
| Zeche Heinrich, Schacht III, Essen                                                                  | Zeche Heinrich Schacht III               | Essen-Überruhr Langenberger Straße 500 51° 25′ 1″ N, 7° 4′ 27″ O                  |                                           | 1957 wurde Schacht III auf 439 Meter abgeteuft und das 26 Meter hohe Fördergerüst errichtet. Die Stilllegung der Zeche erfolgte 1968. Das Fördergerüst über Schacht III ist erhalten geblieben, weithin sichtbar und Teil der Route der Industriekultur. Der Standort ist Teil der Wasserhaltung im Ruhrgebiet, Bereich Ruhr. Hier werden im Durchschnitt 14,4 Millionen Kubikmeter pro Jahr abgepumpt. | 26 m                              | 1958                                   | 1968                                                   | 409 m      | 995                          | 3. März 2022  | [ 90 ]                      |
| Zeche Consolidation, Schacht IV                                                                     | Zeche Consolidation Schacht IV           | Gelsenkirchen-Bismarck Bismarckstraße 238 51° 31′ 42″ N, 7° 6′ 33″ O              | Betonbauweise                             | |                                   | 1958                                   | 1996                                                   | 1013 m     | A 316                        | 20. Apr. 2001 | [ 91 ]                      |
| Strebengerüst, Zeche Consolidation, Schacht VIII, Gelsenkirchen                                     | Zeche Consolidation Schacht VIII         | Gelsenkirchen-Feldmark Boniverstraße 32 51° 30′ 41″ N, 7° 4′ 56″ O                | Strebengerüst (Zweigeschossig)            | Auch benannt als Schacht Oberschuir. |                                   | 1908/09                                | 1940 Einstellung der Seilfahrt, Wetterschacht bis 1984 | 986 m      | A 19                         | 24. Apr. 1985 | [ 36 ] [ 92 ]               |
| Zeche Consolidation, Schacht IV                                                                     | Zeche Consolidation Schacht IX           | Gelsenkirchen-Bismarck Klarastraße 6 bis 8 51° 31′ 47″ N, 7° 6′ 37″ O             | Doppelstrebengerüst (Zweigeschossig)      | Das Fördergerüst steht für einen Übergang im Bau dieser Objekte, es ist das letztes Bauwerk seiner Art in Nordrhein-Westfalen. 2000 entstand die Lichtinstallation „Consol Gelb“ von Günther Dohr, welche den Turm in gelbes und rotes Licht taucht. Instandsetzung des Doppelstrebengerüsts von 2002–2005. Eigentum der „Stiftung Industriedenkmalpflege und Geschichtskultur“. |                                   | 1922                                   | 1996                                                   | 1240 m     | A 83                         | 23. Feb. 1987 | [ 36 ] [ 94 ]               |
| Stahlkastenfördergerüst, Zeche Hugo, Schacht II, Gelsenkirchen                                      | Zeche Hugo Schacht II                    | Gelsenkirchen-Buer Brößweg 51° 34′ 9″ N, 7° 2′ 5″ O                               | Stahlkastenfördergerüst (Zweigeschossig)  | Einer Initiative von ehemaligen Bergleuten und Nicht-Bergleuten ist es zu verdanken, dass Fördergerüst und Fördermaschine von Schacht Hugo 2 nicht abgebrochen wurden. Sie wurden 2005 von der Stadt Gelsenkirchen übernommen und werden als Museum eingerichtet. |                                   | 1974                                   | 2000                                                   | 1183 m     | nein                         |               | [ 95 ]                      |
| Zechen Nordstern, Schacht I, Gelsenkirchen                                                          | Zeche Nordstern Schacht I                | Gelsenkirchen-Horst Nordsternplatz 1 51° 31′ 41″ N, 7° 1′ 52″ O                   | Strebengerüst (Vollwand)                  | Der Schacht wurde stillgelegt, und 1926 wieder reaktiviert. Die Grubenbauten um das Fördergerüst stammen von den Architekten Fritz Schuppt und Martin Kremmer. Für den späteren Auftrag zur Bau der Anlage der Zollverein XII kann diese Bauten als „Gesellenstück“ angesehen werden. |                                   |                                        | 1993                                                   | 1043 m     | A 291                        | 20. Feb. 1995 | [ 97 ] [ 98 ]               |
| Zeche Nordstern, Schacht II, Gelsenkirchen                                                          | Zeche Nordstern Schacht II               | Gelsenkirchen-Horst Fritz-Schupp-Straße 7 51° 31′ 42″ N, 7° 1′ 55″ O              | Turmförderung                             | Der Förderturm über Schacht II wurde als Stahlfachwerk mit Backsteinausfachungen errichtete mit schmale senkrecht verlaufenden Fensterbändern. Die Elektrofördermaschine befindet sich im Turmkopf. Zum Europäischen Kulturhauptstadtjahr RUHR.2010 wurde der Turm ab 2009 saniert und durch Aufstockung um vier gläserne Etagen erweitert. Im Jahr 2010 wurde kurz vor Weihnachten die 18 Meter große Monumentalskulptur „Herkules von Gelsenkirchen“ des Künstlers Markus Lüpertz auf den Turm gehoben, mit ihr wird eine Gesamthöhe von 103 Metern erreicht. Die Besucherterrasse auf 83 Metern Höhe wurde Anfang Oktober 2012 eingeweiht. | 85 m                              | 1951                                   | 1993                                                   | 1316 m     | A 291                        | 20. Feb. 1995 | [ 100 ] [ 98 ]              |
| Zeche Holland, Schacht I (Malakow-Turm), Gelsenkirchen                                              | Zeche Holland Schacht I                  | Gelsenkirchen-Ückendorf Ückendorfer Straße 237e 51° 29′ 27″ N, 7° 7′ 32″ O        | Malakow-Turm                              | Nördlicher Turm des letzten erhaltenes Doppel-Malakow-Turmgebäude im Ruhrgebiet. Dient als Wohnhaus. |                                   | um 1860                                | 1963                                                   | 813 m      | A 52                         | 16. Okt. 1986 | [ 101 ]                     |
| Malakow-Turm, Zeche Holland, Schacht II, Gelsenkirche                                               | Zeche Holland Schacht II                 | Gelsenkirchen-Ückendorf Ückendorfer Straße 237f 51° 29′ 26″ N, 7° 7′ 33″ O        | Malakow-Turm                              | Südlicher Turm des letzten erhaltenes Doppel-Malakow-Turmgebäude im Ruhrgebiet. Dient als Wohnhaus. |                                   | um 1860                                | 1963                                                   | 822 m      | A 52                         | 16. Okt. 1986 | [ 102 ]                     |
| Strebengerüst, Zeche Zweckel, Schacht I, Gladbeck                                                   | Zeche Zweckel Schacht I                  | Gladbeck Frentroper Straße 74 51° 35′ 39″ N, 6° 58′ 9″ O                          | Strebengerüst (Sonderform)                | Der Förderturm ist Teil der unter Denkmalschutz gestellten Maschinenhalle. Seit 1997 ist das Ensemble Eigentum der „Stiftung Industriedenkmalpflege und Geschichtskultur“. |                                   | 1912                                   | 1951                                                   | 853 m      | 40                           | 11. Okt. 1988 | [ 104 ]                     |
| Strebengerüst, Zeche Zweckel, Schacht II (Strebengerüst (Sonderform)), Gladbeck                     | Zeche Zweckel, Schacht II                | Gladbeck Frentroper Straße 74 51° 35′ 36″ N, 6° 58′ 11″ O                         | Strebengerüst (Sonderform)                | Der Förderturm ist Teil der unter Denkmalschutz gestellten Maschinenhalle. Seit 1997 ist das Ensemble Eigentum der „Stiftung Industriedenkmalpflege und Geschichtskultur“. |                                   | 1912                                   | 1951                                                   | 675 m      | 40                           | 11. Okt. 1988 | [ 105 ]                     |
| Zeche Auguste Victoria VIII, Haltern                                                                | Zeche Auguste Victoria Schacht VIII      | Haltern Feldmarkstraße 51° 42′ 47″ N, 7° 7′ 3″ O                                  | Doppelstrebenkastenprofil                 | Der Denkmalwert wird von der Stadtverwaltung Haltern verneint. Gegen den Willen von RAG und der Stadt Haltern zum Denkmal erklärt. Haltern sieht sich nicht in Bergbau-Tradition. |                                   | 1967                                   | 2016                                                   | 1299 m     | ja                           |               | [ 107 ]                     |
| Förderturm von de Wendel Schacht 2 (links) und Fördergerüst von de Wendel Schacht 1 (mitte) in Hamm | Zeche Heinrich-Robert Schacht I          | Hamm Zum Bergwerk 51° 39′ 5″ N, 7° 45′ 40″ O                                      | Strebengerüst (Promnitz 2)                | Schacht Heinrich. Abbruch ist geplant. Zur Zeit noch erhalten. |                                   | 1903                                   | 1969                                                   | 1114 m     | nein                         |               | [ 36 ] [ 110 ]              |
| Hammerkopfturm, Zeche Robert, Hamm                                                                  | Zeche Heinrich-Robert Schacht II         | Hamm Zum Bergwerk 1 51° 39′ 6″ N, 7° 45′ 43″ O                                    | Hammerkopffturm                           | |                                   |                                        | 2013                                                   | 1103 m     | 387                          | 29. Apr. 2019 | [ 111 ]                     |
| Zeche Radbod, Schacht I, Hamm                                                                       | Zeche Radbod Schacht I                   | Hamm-Bockum Gewerbepark Radbod 51° 41′ 15″ N, 7° 45′ 46″ O                        | Strebengerüst (Promnitz 2)                | Dächer des Nebengebäudes restauriert. Eigentum der „Stiftung Industriedenkmalpflege und Geschichtskultur“ |                                   | 1905/06 / 1908                         | 1990                                                   | 996 m      | 255                          | 20. Juni 2000 | [ 36 ] [ 114 ]              |
| | Zeche Radbod Schacht II                  | Hamm-Bockum Gewerbepark Radbod 51° 41′ 17″ N, 7° 45′ 50″ O                        | Strebengerüst (Promnitz 2)                | Dächer des Nebengebäude restauriert. Eigentum der „Stiftung Industriedenkmalpflege und Geschichtskultur“ |                                   | 1905/06 / 1908                         | 1990                                                   | 996 m      | 255                          | 20. Juni 2000 | ,                           |
| Zeche Radbod, Schacht V, Hamm                                                                       | Zeche Radbod Schacht V                   | Hamm-Bockum Gewerbepark Radbod 51° 41′ 19″ N, 7° 45′ 55″ O                        | Strebengerüst Vollwandbauweise (Döhren 2) | Das Schicksal des Bauwerkes ist ungewiss. Zur Zeit noch erhalten. |                                   | 1949                                   | 2012                                                   |            | 255                          | 20. Juni 2000 | [ 36 ] [ 115 ]              |
| Zeche Heinrich-Robert, Schacht Sandbochum, Hamm                                                     | Zeche Heinrich-Robert Schacht Sandbochum | Hamm-Sandbochum Kerstheider Straße 51° 38′ 30″ N, 7° 41′ 54″ O                    |                                           | Der Förderturm ist rechts hinter den Luftschacht zu erkennen. Abbruch ist geplant. Zur Zeit noch erhalten. |                                   | 1978                                   | 2013                                                   | 1221 m     | nein                         |               | [ 116 ]                     |
| Schacht Lerche                                                                                      | Zeche Bergwerk Ost Schacht Lerche        | Hamm Kamener Straße / An der Barbecke 51° 37′ 41″ N, 7° 42′ 56″ O                 | Einstrebenkastenprofil, zweigeschossig    | Das Gerüst stammte von der Zeche Haus Aden, Schacht VII (Romberg) und wurde 2000 an diesen Ort versetzt. Der Schacht war der dritttiefste Schacht im Ruhrbergbau. Abbruch ist geplant Zur Zeit noch erhalten. |                                   | 2000                                   | 2011                                                   | 1404 m     | nein                         |               | [ 117 ]                     |
| Zeche Teutoburgia, Schacht II                                                                       | Zeche Teutoburgia Schacht II             | Herne-Börnig Schadeburgstraße 12a 51° 33′ 10″ N, 7° 16′ 41″ O                     | Strebengerüst (Promnitz 1)                | Befand sich im Dezember 2024 in Restaurierung. |                                   | 1907/1908                              | 1983                                                   | 637 m      | 004                          | 20. Nov. 1984 | [ 36 ] [ 118 ] [ 119 ]      |
| Zeche Pluto, Schacht III, 2021                                                                      | Zeche Pluto Schacht III                  | Herne-Wanne Wilhelmstraße 98 51° 31′ 57″ N, 7° 8′ 33″ O                           | Doppelstrebengerüst Vollwandbauweise      | Der Architekt ist Fritz Schupp. Ein Meter höher als der Förderturm der Zeche Zollverein, Schacht XII. Bis 2021 erfolgte die Entfernung der Schachthalle und des Führungsgerüstes für den Förderkorb. |                                   | 1951–1956                              | 1993                                                   | 940 m      | 638                          | 23. Feb. 1999 | [ 36 ] [ 120 ]              |
| Malakow-Turm Zeche Unser Fritz                                                                      | Zeche Unser Fritz Schacht I              | Herne-Wanne Am Malakowturm 51° 32′ 27″ N, 7° 8′ 4″ O                              | Malakow-Turm                              | Schacht Sophie. Unsanierter Zustand |                                   | 1874                                   | 1967 / 1995                                            | 1103 m     | 158                          | 9. Jan. 1991  | [ 121 ]                     |
| Zeche Ewald, Schacht I, Herten                                                                      | Zeche Ewald Schacht I                    | Herten Werner-Heisenberg-Straße 51° 34′ 20″ N, 7° 8′ 47″ O                        | Malakow-Turm                              | Die ehemalige Zeche ist Teil des Landschaftsparks Hoheward (750 ha Haldenlandschaft), eine Neugestaltung der denkmalgeschützten Zechengebäuden und alten Schachtgerüsten erfolgte 2002. |                                   | 1875                                   | 1996                                                   | 743 m      | A 88                         | 29. Aug. 2002 | [ 122 ] [ 123 ]             |
| Zeche Ewald, Schacht II, Herten                                                                     | Zeche Ewald, Schacht II                  | Herten Werner-Heisenberg-Straße 51° 34′ 22″ N, 7° 8′ 47″ O                        | Stahlkastenfördergerüst (Zweigeschossig)  | Das Fördergerüst in der Version als Stahlkastenstreben-Gerüst ist 46,5 m hoch. Der Schacht war der 13tiefste Schacht im Ruhrbergbau. | 46,5 m                            |                                        | 2000                                                   | 800 m      | A 88                         | 29. Aug. 2002 | [ 124 ] [ 123 ]             |
| Zeche Ewald, Schacht VII (Doppelstrebengerüst), Herten                                              | Zeche Ewald, Schacht VII                 | Herten Doncaster-Platz 51° 34′ 17″ N, 7° 8′ 48″ O                                 | Doppelstrebengerüst                       | Schacht VII übernahm ab 1955 die Funktion eines Zentralschachtes. Das Doppelstrebgerüst ist nahe der Autobahn A 2 gelegen. Als auffällige Landmarke kommt ihn Wahrzeichencharakter und ein symbolische Darstellung des Bergbau im Ruhrgebiet zu. |                                   |                                        | 2000                                                   | 1000 m     | A 88                         | 29. Aug. 2002 | [ 126 ] [ 123 ]             |
| Zeche Schlägel & Eisen, Schacht III, Herten                                                         | Zeche Schlägel & Eisen Schacht III       | Herten-Langenbochum Zur Grubenwehr 51° 36′ 29″ N, 7° 7′ 4″ O                      | Strebengerüst (Promnitz 3)                | Eigentum der „Stiftung Industriedenkmalpflege und Geschichtskultur“ |                                   | 1896/97                                | 2000                                                   | 703 m      | A 87                         | 30. Dez. 1997 | [ 36 ] [ 123 ]              |
| Zeche Schlägel und Eisen, Schacht IV, Herten                                                        | Zeche Schlägel & Eisen Schacht IV        | Herten-Langenbochum Zur Grubenwehr 51° 36′ 29″ N, 7° 7′ 2″ O                      | Stahlkastenfördergerüst                   | Hier gab es eine seltene Fünfseilförderung. Die Anlage entstand 1984/85 in der Art der geschweißten Kastenkonstruktion, welche ab Ende der 1950er Einzug in die Bergbauindustrie fand. Seit 1986 der Zentralförderschacht der Zeche. Eigentum der „Stiftung Industriedenkmalpflege und Geschichtskultur“ | 64 m                              |                                        | 1996                                                   | 1240 m     | A 87                         | 30. Dez. 1997 | [ 128 ] [ 123 ]             |
| Bergwerk Lippe, Schacht I, Gelsenkirchen-Herten                                                     | Zeche Westerholt Schacht I               | Herten-Westerholt Egonstraße 12 51° 36′ 5″ N, 7° 4′ 35″ O                         | Turmförderung                             | Zukunft ungewiss Zur Zeit noch erhalten. |                                   |                                        | 2008                                                   | 1232 m     | A 90                         | 30. Juni 2010 | [ 129 ] [ 123 ]             |
| Zeche Westerholt, Schacht II, Herten                                                                | Zeche Westerholt Schacht III             | Herten-Westerholt Egonstraße 12 51° 36′ 11″ N, 7° 4′ 44″ O                        | Turmförderung                             | Zukunft ungewiss Zur Zeit noch erhalten. |                                   |                                        | 2008                                                   | 1232 m     | A 90                         | 30. Juni 2010 | [ 130 ] [ 123 ]             |
| Stahlkastenfördergerüst, Zeche Lohberg, Schacht IV, Hünxe                                           | Zeche Lohberg Schacht IV                 | Hünxe Wilhelmstraße 51° 37′ 42″ N, 6° 46′ 57″ O                                   | Stahlkastenfördergerüst                   | Der Schacht war der fünftiefste Schacht im Ruhrbergbau. |                                   | 1990                                   | 2006                                                   | 1364 m     | nein                         |               | [ 131 ] [ 132 ]             |
| Förderturm Zeche Monopol                                                                            | Zeche Monpol Schacht I                   | Kamen Heinz-Werner-Meyer-Straße 51° 35′ 23″ N, 7° 38′ 53″ O                       | Strebengerüst                             | Auch Schacht Grillo. Eigentum der „Stiftung Industriedenkmalpflege und Geschichtskultur“. Das Fördergerüst symbolisiert die letzte Entwicklungsphase von Seilstützkonstruktion im Ruhrgebiet. |                                   | 1966                                   | 2010                                                   | 1044 m     | nein                         |               | [ 134 ]                     |
| Zeche Friedrich Heinrich, Schacht I, Kamp-Lintfort                                                  | Zeche Friedrich Heinrich Schacht I       | Kamp-Lintfort Friedrich-Heinricht-Straße 59 51° 29′ 41″ N, 6° 32′ 51″ O           | Turmförderung                             | |                                   |                                        | 2013                                                   | 642 m      | nein                         |               | [ 135 ]                     |
| Zeche Friedrich Heinrich, Schacht II, Kamp-Lintfort                                                 | Zeche Friedrich Heinrich Schacht II      | Kamp-Lintfort Friedrich-Heinricht-Straße 59 51° 29′ 38″ N, 6° 32′ 52″ O           | Strebengerüst (Promnitz 2)                | |                                   |                                        | 2013                                                   | 959 m      | A 04041-001                  | 14. Mai 2014  | [ 136 ]                     |
| Zeche Achenbach, Schacht IV, Lünen-Brambauer                                                        | Zeche Minister Achenbach Schacht IV      | Lünen-Brambauer Am Brambusch 24 51° 36′ 17″ N, 7° 27′ 11″ O                       | Strebengerüst (Promnitz 1)                | Gerüst von Fritz Schupp entworfen. Das Technologiezentrum LünTec hat in den erhaltenen Werkstatt- und Maschinenhallen des Schacht IV seinen Sitz gefunden. Der Förderturm wurde 1995 von dem Designer Luigi Colani zum Colain-Ei umgestaltet. Dies geschah im Rahmen der IBA Emscherpark, in der etliche neue Landmarken (u. a. der Tetraeder) gestaltet wurden. Es sollte in anschaulicher Weise den Strukturwandel des Ruhrgebiets verdeutlichen. Auf der Route der Industriekultur gehört es zu mehreren Themenrouten. |                                   | 1960                                   | 1989                                                   | 1012 m     | nein                         |               | [ 18 ] [ 36 ] [ 137 ]       |
| Zeche Auguste Victoria, Schacht IV, Marl                                                            | Zeche Auguste Victoria Schacht IV        | Marl-Drewer Am Wetterschacht 19a 51° 39′ 18″ N, 7° 6′ 50″ O                       | Strebengerüst Vollwand (Döhren 2)         | Der Erzschacht der Zeche war ein Teil der nationalen Erzreserve (bis 1995). Der Abbau erfolgte bis 1962. |                                   | 1931 / 1937                            | 2001                                                   | 830 m      | A 34                         | 5. Apr. 1995  | [ 36 ] [ 138 ]              |
| Zeche Auguste Victoria, Schacht I und II, Marl                                                      | Zeche Auguste Victoria Schacht I         | Marl-Hüls Viktoriastraße 43 51° 40′ 4″ N, 7° 8′ 9″ O                              | Strebengerüst (Klönne)                    | |                                   | 1905 / 1907 / 1912                     | 2007                                                   | 1176 m     | A 21                         | 10. Juli 1987 | [ 36 ] [ 139 ]              |
| Zeche Auguste Victoria, Schacht II, Marl                                                            | Zeche Auguste Victoria Schacht II        | Marl-Hüls Viktoriastraße 43 51° 40′ 4″ N, 7° 8′ 12″ O                             | Strebengerüst (Klönne)                    | |                                   | 1905 / 1907 / 1912                     | 2007                                                   | 1187 m     | A 21                         | 10. Juli 1987 | [ 36 ] [ 140 ]              |
| Zeche Auguste Victoria, Schacht III, Marl                                                           | Zeche Auguste Victoria Schacht III       | Marl-Hüls Carl-Duisberg-Straße 51° 41′ 11″ N, 7° 6′ 43″ O                         | Doppelstebengerüst                        | |                                   | 1937                                   | 2019                                                   | 1195 m     | nein                         |               | [ 141 ]                     |
| Zeche Rheinpreußen, Schacht IV (Doppelstrebengerüst), Moers                                         | Zeche Rheinpreußen Schacht IV            | Moers-Hochstraß Zechenstraße / Franz-Haniel-Straße 16 51° 27′ 16″ N, 6° 39′ 49″ O | Doppelstrebengerüst                       | Zur Schachtanlage gehört das älteste noch erhaltene Doppelstrebengerüst in Fachwerkbauweise in Deutschland. |                                   | 1904                                   | 1963 Wetterschacht / 1991                              | 600 m      | 66                           | 8. Mai 1989   | [ 143 ]                     |
| Zeche Niederberg, Schacht I                                                                         | Zeche Niederberg Schacht I               | Neukirchen-Vluyn Bendschenweg 51° 26′ 25″ N, 6° 33′ 28″ O                         | Strebengerüst (Promnitz 2)                | Baugleich mit dem daneben liegenden Schacht II. |                                   | 1917                                   | 2001                                                   | 780 m      | nicht in Denkmalliste        |               | [ 145 ]                     |
| Zeche Niederberg, Schacht II                                                                        | Zeche Niederberg Schacht II              | Neukirchen-Vluyn Bendschenweg 51° 26′ 25″ N, 6° 33′ 21″ O                         | Strebengerüst (Promnitz 2)                | Baugleich mit dem daneben liegenden Schacht I. |                                   | 1919                                   | 2001                                                   | 780 m      | 81                           | 7. März 2003  | [ 36 ] [ 145 ]              |
| Zeche Niederberg, Schacht IV (Stahlkastenfördergerüst (Zweigeschossig)), Neukirche-Vluyn            | Zeche Niederberg Schacht IV              | Neukirchen-Vluyn Bendschenweg 51° 24′ 42″ N, 6° 29′ 18″ O                         | Einstrebenkastenprofil, zweigeschossig    | Zum Denkmal dieser Außenschachtanlage gehören auch die unter dem Gerüst stehende Schachthalle und das Fördermaschinenhaus mit der, zeitgleich zum Bau des Fördergerüsts montierten, Elektrofördermaschine. Das erste Fördergerüst in Kastenbauweise wurde 1959 für die Zeche Schlägel und Eisen in Herten hergestellt. Da diese Anlage nicht erhalten ist, bildet das Gerüst von Niederberg 4 das älteste überlieferte Beispiel dieses Typs in ganz Nordrhein-Westfalen. |                                   | 1962                                   | 2001                                                   | 780 m      | nicht in Denkmalliste        | 7. März 2003  | [ 145 ] [ 146 ]             |
| Fördergerüst Zeche Sterkrade                                                                        | Zeche Sterkrade Schacht I                | Oberhausen Von-Trotha-Straße 51° 31′ 10″ N, 6° 50′ 13″ O                          | Strebengerüst (Zschetzsche)               | Neben Fördergerüst der Zeche Carolinenglück Schacht III in Bochum das einzige im Ruhrgebiet erhaltene Gerüst der Bauart Zschetzsche. Zwei weitere Gerüste des Ruhrbergbau gibt es in Ahlen auf der Zeche Westfalen. Das Fördergerüst gilt als Industriedenkmal und ist im Besitz der Stiftung Industriedenkmalpflege und Geschichtskultur. |                                   | 1903                                   | 1996                                                   | 1250 m     | A 155                        | 7. Jan. 2005  | [ 147 ]                     |
| Zeche Concordia, Schacht II, Oberhausen                                                             | Zeche Concordia Schacht II               | Oberhausen Am Förderturm 51° 28′ 25″ N, 6° 50′ 21″ O                              |                                           | War ein Teil der Wasserhaltung |                                   |                                        | 2022                                                   | 987 m      | nein                         |               | [ 148 ]                     |
| Zeche Concordia, Schacht VI, Oberhausen                                                             | Zeche Concordia Schacht VI               | Oberhausen Niebuhrstraße 61 51° 28′ 14″ N, 6° 49′ 9″ O                            |                                           | |                                   |                                        | 2022                                                   | 955 m      | nein                         |               | [ 149 ]                     |
| Zeche Osterfeld, Schacht III, Oberhausen                                                            | Zeche Osterfeld Schacht III              | Oberhausen Zum Steigerhaus 1 51° 30′ 11″ N, 6° 52′ 35″ O                          | Strebengerüst Vollwandbauweise (Döhren 2) | Auch „Paul-Reusch-Schacht“ genannt. |                                   | 1949/50                                | 1993                                                   | 780 m      | A 122                        | 11. März 1998 | [ 36 ] [ 150 ]              |
| Zeche Osterfeld, Schacht IV, Oberhausen                                                             | Zeche Osterfeld Schacht IV               | Oberhausen Am Schach IV 51° 31′ 12″ N, 6° 52′ 9″ O                                | Turmförderung                             | Turm zur Zeit ohne Fenster und teils entkernt. | 43 m                              | 1923/24                                | 1993                                                   | 816 m      | A 117                        | 21. März 1994 | [ 152 ]                     |
| Zeche Ewald Fortsetzung, Schacht III, Oer-Erkenschwick                                              | Zeche Ewald Fortsetzung Schacht III      | Oer-Erkenschwick Am Förderturm 51° 38′ 35″ N, 7° 16′ 0″ O                         |                                           | |                                   |                                        | 1994                                                   | 1100 m     | 10                           | 1. März 2001  | [ 153 ]                     |
| Zeche General Blumenthal, Schacht VII, Recklinghausen                                               | Zeche General Blumenthal Schacht VII     | Recklinghausen Ewaldstraße 51° 38′ 35″ N, 7° 16′ 0″ O                             | Turmgerüst                                | |                                   | 1940er, 1950er und 1960er Jahre        | 2001                                                   | 665 m      | 166 TKD                      |               | [ 36 ] [ 154 ]              |
| Zeche Recklinghausen II, Schacht IV, Recklinghausen                                                 | Zeche Recklinghausen II Schacht IV       | Recklinghausen-Hochlarmark Karlstraße 51° 33′ 52″ N, 7° 10′ 46″ O                 | Stahlkastenfördergerüst (Eingeschossig)   | |                                   | 1964                                   | 1990                                                   | 840 m      | 115 TKD                      |               | [ 155 ]                     |
| Bergwerk Borth, Schacht I, Rheinberg                                                                | Steinsalzbergwerk Borth Schacht I        | Rheinsberg-Wallach Karlstraße 80 51° 36′ 48″ N, 6° 33′ 0″ O                       | Turmförderung                             | |                                   | 1964                                   | aktiv                                                  | 850 m      | nein                         |               | [ 156 ]                     |
| | Steinsalzbergwerk Borth Schacht II       | Rheinsberg-Wallach Karlstraße 80 51° 36′ 50″ N, 6° 33′ 3″ O                       | Vollwandstrebengerüst                     | Das Fachwerk-Doppelstrebengerüst über Schacht II mit viertrümiger Förderanlage wurde 2006 abgerissen und durch ein modernes Vollwandstrebengerüst mit höherer Tragkraft und nur zweitürmiger Förderung ersetzt. |                                   | 2006                                   | aktiv                                                  | 850 m      | nein                         |               | [ 157 ]                     |
| Malakow-Turm Zeche Alte Haase                                                                       | Zeche Alte Haase Schacht I               | Sprockhövel-Niedersprockhövel Hattinger Straße 39 51° 22′ 21″ N, 7° 14′ 40″ O     | Malakow-Turm                              | Wird als jüngster und einziger südlich der Ruhr gelegener Malakow-Turm des Ruhrbergbaus bezeichnet. Zuordnung ist aber umstritten. |                                   | 1897                                   | 1958                                                   | 312 m      | 1                            | 5. Juli 1983  | [ 159 ]                     |
| | Kleinzeche Egberg                        | Witten-Herbede Kämpenstraße 97 51° 24′ 11″ N, 7° 16′ 49″ O                        | Holz-Förderturm                           | Die Zeche Egbert war die letzte fördernde Kleinzechen im Ruhrbergbau und die einzige mit einem restaurierten Gerüst. Teil der Themenroute 11 Frühe Industrialisierung der Route der Industriekultur. |                                   | 1962                                   | 1976                                                   | 135 m      | 3                            | 18. Apr. 1983 | [ 161 ]                     |

## Weiter Schacht-Bauwerke zum Bergbau, Nachbauten, touristische Bauwerke (Auswahl)
Einige Luftschächte sind nicht als „klassische“ Fördergerüste genutzt worden. Teilweise existieren sie aber in Zusammenstellungen der Fördertürme, eine Aufführung erscheint also sinnvoll. Des Weiteren erhaltene Bauten über Schächte, die der Wetterhaltung dienen. Weiterhin gibt es etliche Rekonstruktionen von Fördergerüsten. Sie zeigen die Entwicklung des Ruhrbergbaus. Soweit bekannt, wurden sie hier auch aufgeführt.
Mit den Gerüsten der ehemaligen Erzgrube in Overath, welches nach Dortmund versetzt wurde, und dem Turm der Zeche Westerholt, der nach Haiger versetzt wurde, existieren zwei besondere Formen der Translozierung. Ein Sonderfall bietet der bisher einzige neu zu Dekorationszwecken gebaute Turm an der Autobahnraststätte Beverbach.
| Bild | Zeche                                                                          |                   | |                 |
| --- | ------------------------------------------------------------------------------ | ----------------- | --- | --------------- |
| Ansicht des Spielplatz bei der Zeche Hannover mit der Zeche Knirps | Zeche Knirps Zeche Hannover                                                    | Bochum-Hordel     | Auf dem Museumsgelände hat der Landschaftsverband Westfalen-Lippe (LWL) als Museumsträger 2001 das Kinderbergwerk „Zeche Knirps“ eröffnet, dessen „Schacht“ auf dem Standort des ehemaligen Schachtes 5 steht. In Teamarbeit lernen Kindergruppen hier, wie ein Bergwerk funktioniert. |                 |
| Nachbau der Zeche Haunert | Kleinzeche Haunert                                                             | Bochum-Weitmar    | Die für die Nachkriegszeit typische Kleinzeche war von 1946 bis 1959 im Betrieb. Die oberirdische Fördereinrichtung der Kleinzeche wurde im Jahr 2017 von dem Knappenverein Schlägel & Eisen unter Leitung von Dr. Rainer Dickhut rekonstruiert. Sie wurde von Lehrlingen der Firma Deilmann Haniel nachgebaut. Sie wurde im Juni 2017 eröffnet. |                 |
| Wetterschacht der ehemaligen Zeche „Baaker Mulde“ in Bochum | Zeche Baaker Mulde Luftschacht Papenloh, Schacht III                           | Bochum-Weitmar    | Heute ein Wohnhaus. |                 |
| Autobahnraststätte Beverbach | Autobahnraststätte Beverbach                                                   | Bochum / Dortmund | Aussichtsturm mit zwei Aussichtsplattformen in 4,30 und 7,10 Meter Höhe. Der Turm ist 15,75 Meter hoch, und hat ein Gewicht 26,5 Tonnen. Eröffnet am 12. September 2014. In der Formgebung des Turms wird der Förderturm der Zeche Germania, Schacht V, zitiert, der ca. 2,5 km entfernt stand. Allerdings in der Version des heutigen Zustands am Deutschen Bergbau-Museum mit zwei fehlenden Seilscheiben (welche dort wegen der Aussichtsplattform nicht errichtete wurden). |                 |
| | Luftschacht Rote Fuhr                                                          | Dortmund          | Luftschacht. | [ 167 ]         |
| | Zeche Am Busch                                                                 | Dortmund          | Rekonstruierter Göpelschacht auf dem Gelände des heutigen Westfalenparks. | [ 168 ]         |
| | Zeche Minister Stein Schacht V                                                 | Dortmund          | Runder Luftschacht aus Beton. | [ 169 ]         |
| Bild gesucht Die Wikipedia wünscht sich an dieser Stelle ein Bild vom hier behandelten Ort. Weitere Infos zum Motiv findest du vielleicht auf der Diskussionsseite . Falls du dabei helfen möchtest, erklärt die Anleitung , wie das geht. BW | Museum für Naturkunde Dortmund Fördergerüst der ehemaligen Erzgrube in Overath | Dortmund          | Museumsobjekt, Industriedenkmal. |                 |
| | Zeche Margarethe                                                               | Holzwickede       | Am rekonstruierten historischen Schacht wurde ein so vorher nicht existenter Dreibaum errichtet. | [ 171 ]         |
| | Zeche Victoria Wetterkamin                                                     | Essen             | Reste eines Wetterkamin. | [ 172 ]         |
| | Zeche Wohlverwahrt                                                             | Essen             | Alte Schachtöffnung ist erhalten geblien. | [ 173 ]         |
| | Zeche Auguste Victoria Schacht IX                                              | Haltern           | Luftschacht, 2015 stillgelegt. Der Schacht ist der achttiefste Schacht im Ruhrbergbau. | [ 174 ]         |
| | Göpelschacht Moses                                                             | Witten            | Nachbau eines historischen Göpelschacht, Teil des Bergbauwanderweg Muttental. | [ 175 ]         |
| | Lina Schacht                                                                   | Witten            | Nachbau eines historischen Dreibaum, Teil des Bergbauwanderweg Muttental. | [ 176 ]         |
| | Zeche Hermann Schacht Margarethe                                               | Witten            | Ein inzwischen zum zweiten Mal (nach einem Brand 2010) rekonstruierter kleiner Förderturm samt Maschinenhaus. Der Nachbau orientiert sich an alten Plänen. Teil des Bergbauwanderweg Muttental. Seit 1986 als Baudenkmal der Stadt Witten eingetragen (A 141). |                 |
| | Zeche Nachtigall Schacht Hercules                                              | Witten            | Alte Schachtöffnung des ehemaligen Schacht zur Förderung und Wasserhaltung von 1843–1892. Gebäude ist Kernanlage des Museums. Teil der acht LWL-Museen für Industriekultur des Landschaftsverbandes Westfalen-Lippe. | [ 179 ] [ 180 ] |
| | Zeche Nachtigall Kleinzeche Ingeborg                                           | Witten            | Nachbau der Kleinzeche Ingeborg II. Typisch für den Nachlesebergbau nach dem Zweiten Weltkrieg. In Betrieb vom 15. Februar bis zum 27. August 1957, mit vier Beschäftigten. Teil der acht LWL-Museen für Industriekultur des Landschaftsverbandes Westfalen-Lippe. | [ 180 ]         |
| | Zeche Renate                                                                   | Witten            | Nachgebautes hölzerne Fördergerüst und Maschinenhaus an originaler Schachtöffnung | [ 181 ]         |
| | Wetterschornstein Buchholz                                                     | Witten-Buchholz   | Wetterkamin von 1856 zur Bewetterung der Zeche Vereinigte Geschwind und danach der Zeche Blankenburg. Letzte seiner Art im gesamten Ruhrgebiet. Teil der Themenroute 11 Frühe Industrialisierung der Route der Industriekultur. | [ 182 ]         |
| | Landmarke der Firma SIEMAG TECBERG                                             | Haiger (Hessen)   | Das Fördergerüst des Schachtes Polsum 1 der Zeche Westerholt wurde 2010 von der Firma SIEMAG TECBERG erworben, welche Schachtsteuerungen und Schachtsignalanlagen herstellt. Die schwere Stahlkonstruktion wurde demontiert und in Haiger auf der Kalteiche in unmittelbarer Nähe der A 45 wieder aufgebaut. |                 |

## Abgegangene Fördertürme seit 2010
| Bild                                      | Bergwerk                                 | Ort               | Art                                              | Abbruch | Beschreibung | Betrieb von | Betrieb bis | max. Teufe | Quelle  |
| ----------------------------------------- | ---------------------------------------- | ----------------- | ------------------------------------------------ | ------- | --- | ----------- | ----------- | ---------- | ------- |
| Förderturm Haus Aden                      | Zeche Haus Aden Schacht II               | Bergkamen         | Doppelstrebengerüst, gespiegelt                  | 2021    | Der Förderturm wurde 2021 abgerissen |             |             |            |         |
|                                           | Zeche Lohberg Schacht I                  | Dinslaken-Lohberg | Strebengerüst                                    | 2014    | 2008 stellte die Eigentümerin den Antrag, die unter Denkmalschutz stehenden Fördergerüste über den Schächten I und II abreißen zu dürfen. Um dies zu verhindern, gründete sich Ende 2008 der Förderverein Fördertürme Bergwerk Lohberg e. V. Das Fördergerüst von Schacht I wurde 2014 trotzdem abgerissen. | 1909        | 2006        |            | [ 183 ] |
|                                           | Zeche Westerhold Schacht Altendorf       | Dorsten           |                                                  | 2019    | Ehemaliger Wetterschacht, 2019 abgebrochen, heute begrünt. |             |             |            | [ 184 ] |
|                                           | Zeche Hansa Schacht II                   | Dortmund          | Betriebsschacht                                  | 2016    | In Betrieb bis 2016 für Wasserhaltung. Eventuell 2016 abgebaut. Heute nicht mehr vorhanden. |             |             |            | [ 185 ] |
| Bergwerk Blumenthal Haard, Schacht I      | Zeche Haard Schacht I                    | Haltern           | Turmförderung                                    | 2021    | Die Sprengung des 46 Meter hohen Turms erfolgte am 24.02.2021 durch Eduard Reisch. |             |             |            | [ 187 ] |
|                                           | Zeche Westfalen Schacht VII              | Hamm-Heesen       | Turmförderung                                    | 2011    | Aufgrund der Lage in einen Naturschutzgebiet durfte der Schacht, welcher der Architekt Fritz Eller gebaut hat, nur 26 Meter hoch sein. Der Förderturm über dem ehemaligen Schacht wurde am 29. Januar 2011 gegen 11:15 Uhr gesprengt. Der Schacht war der neunttiefste Schacht im Ruhrbergbau. | 1981 / 1983 | 2000        | 1330 m     |         |
| Zeche Blumenthal Haard, Schacht XI        | Zeche Blumenthal Haard Schacht XI        | Herne             |                                                  | 2013    | |             |             |            | [ 190 ] |
|                                           | Zechen Schlägel & Eisen Schacht VII      | Herten            |                                                  | 2013    | 2013 abgerissen |             |             |            | [ 191 ] |
| Zeche Friedrich Heinrich, Schacht III     | Zeche Friedrich Heinrich Schacht III     | Kamp-Lintfort     | Vollwandgerüst, Einstrebengerüst, zweigeschossig | 2017    | 2017 abgerissen |             |             |            | [ 192 ] |
|                                           | Zeche Friedrich Heinrich Schacht IV      | Kamp-Lintfort     |                                                  | 2017    | |             |             |            | [ 193 ] |
|                                           | Schachtanlage Rossenray Schacht I        | Kamp-Lintfort     | Betonförderturm                                  | 2020    | Der 1970 fertig gestellte Turm war mit 114 Meter Gesamthöhe der höchste Förderturm der Welt. Im Jahr 2000 wurde der Förderturm Rossenray 1 als „Westpol“ Teil der von Mischa Kuball gestalteten Lichtkunstinstallation „Yellow Markers“. Am Förderturm wurden – wie auch am Gegenstück, dem Förderturm über Schacht 4 der Zeche Königsborn in Bönen – zwei Säulen aus LED-Leuchtmitteln angebracht. Beide Fördertürme, welche in ca. 80 km Abstand stehen, sollten als Landmarken die westliche und östliche Grenze der Kohleabbauzone des Ruhrgebiets markieren; eine gedachte Linie zwischen den beiden „Polen“ das gesamte Ruhrgebiet überspannen. Zum 1. Mai 2011 hatte die Zeche Rossenray ihren übertägigen Betrieb eingestellt. 2018 wurde das Fördergerüst von Schacht 2 abgerissen. Am 7. Oktober 2019 begann der Abriss des Förderturms Rossenray. |             | 2011        |            | [ 196 ] |
|                                           | Schachtanlage Rossenray Schacht II       | Kamp-Lintfort     | Einstrebenkastenprofil, zweigeschossig           | 2018    | 2018 wurde das Fördergerüst von Schacht 2 abgerissen. |             |             |            | [ 197 ] |
| Zeche Auguste Victoria, Schacht VI, Marl  | Zeche Auguste Victoria Schacht VI        | Marl              | Turmförderung                                    | 2016    | Erbaut von Fritz Schupp | 1955–1957   |             |            | [ 198 ] |
| Zeche Auguste Victoria, Schacht VII, Marl | Zeche Auguste Victoria Schacht VII       | Marl              | Turmförderung                                    | 2023    | Stillgelegt 2015. Der Rückbau der Anlage begann 2022. Als gate.ruhr wird hier eine Fläche für neue Industrieansiedlungen entwickelt. Über die aktuelle Situation informiert RAG Immobilien. Der Schacht 7 wurde 2022/2023 dabei „händisch“ abgebrochen. Eine Sprengung kam wegen des angrenzenden Chemieparks nicht in Frage wegen der Erschütterungen. Selbst beim gewählten Verfahren durften keine Bruchstücke verstürzt werden, sondern wurden gesichert nach unten transportiert. |             |             |            | [ 199 ] |
|                                           | Zeche Auguste Victoria Schacht Polsum II | Marl              | Betonbauweise                                    | 2021    | 2008 stillgelegt, 2021 komplett abgerissen |             |             |            | [ 200 ] |
| Zeche Walsum, Schacht Voede, Voede        | Zeche Walsum                             | Voede             |                                                  | 2013    | Am 3. Mai 2013 wurde das Fördergerüst von Schacht Voerde gesprengt. Der Turm war 42 Meter hoch und wog 300 Tonnen. Zur Sprengung waren 16 Meter Schneidladung nötigt. dies war der Abschluss der Abbrucharbeiten auf dem Schachtgelände Voerde. Das Grundstück soll in eine landwirtschaftliche Nutzung zurückgeführt werden. | 1987        | 2008        | 1060       | [ 202 ] |